# Кочубеевка (Каховский район)
Кочубеевка (укр. Кочубеївка) — село в Горностаевской поселковой общине Каховского района Херсонской области Украины. В 2022 году, во время вторжения России на Украину, село было захвачено. На данный момент находится под оккупацией войск РФ.
Население по переписи 2001 года составляло 80 человек. Почтовый индекс — 74621. Телефонный код — 5544. Код КОАТУУ — 6522683502.